# Отава (окръг, Охайо)
Вижте пояснителната страница за други значения на Отава.
Окръг Отава (на английски: Ottawa County) е окръг в щата Охайо, Съединени американски щати. Площта му е 1515 km², а населението - 40 985 души (2000). Административен център е град Порт Клинтън.